# 알카네나

알카네나의 위치

알카네나(포르투갈어: Alcanena)는 포르투갈 산타렝 현에 위치한 도시로 면적은 127.33km2, 인구는 13,868명(2011년 기준), 인구 밀도는 110명/km2이다.

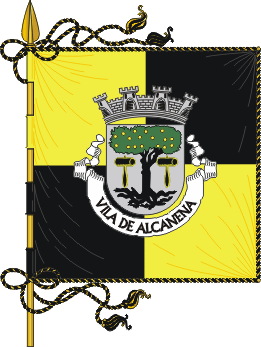
시기
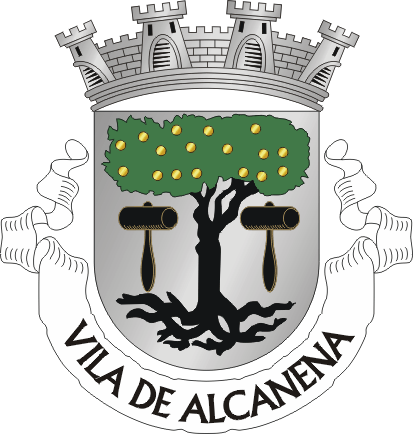
시 문장